# Melitracen
Melitracen – organiczny związek chemiczny, trójpierścieniowy lek przeciwdepresyjny, pochodna antracenu. W lecznictwie obecnie rzadko stosowany. W przeszłości proponowano wykorzystanie melitracenu w leczeniu neuralgii nerwu trójdzielnego w połączeniu z flupentiksolem, ale publikacje na ten temat są nieliczne. Jednak połączenie takie nadal jest wykorzystywane w preparatach przeciwdepresyjnych.
- Preparaty dostępne na świecie: Dixeran, Deanxit.